# Locri
Locri ([lò-cri], Lòkri in dialecto greco-calabro) es una comuna italiana de 12.866 habitantes de la provincia de Reggio Calabria, en Calabria.
Es la sede del municipio homónimo y centro cultural y religioso de la región de Locride, que comprende 42 comunas con una población cerca de 135.000 habitantes. 
En la Antigüedad era el emplazamiento de la colonia griega de Locros Epicefirios.

## Evolución demográfica
| Gráfica de evolución demográfica de Locri entre 1861 y 2001 |
|                                                             |
| Fuente ISTAT - elaboración gráfica de Wikipedia             |